# مهما يطل الزمن
مهما يَطُل الزمن (بالأيسلندية: Kamp Knox)، روايةٌ بوليسية، من تأليف الكاتب الأيسلندي أرنالدور أندريداسون، وهي جزء من سلسلة روايات المحقق إرلندور، نشرت النسخة الأيسلندية لأول مرة عام 2014، ثُم نشرت الترجمة الإنجليزية للرواية تحت عنوان (Into Oblivion) في عام 2016، ثم نشرت الترجمة العربية عام 2020.

## نبذة
تتحدث الرواية عن جثة وجدت في بركة للحمم البركانية، ويتبين من خلال فحص الطب الشرعي أنها سقطت من ارتفاع شاهق، وفتاة اختفت منذ عقود، ولم يعرف مصيرها. تتكون الرواية من 53 فصل، يقوم فيها المحقق إرلندور وزميله المحقق ماريون بريم بالبحث والتحري عن الجثة التي وجدت في البركة، وهل تم قتل صاحبها ام أنه انتحر، وإن كان كذلك فما السبب، وخلال سلسلة التحري يقوم إرلندور بالتحري أكثر عن قضية الفتاة المختفية على الرغم مرور أكثر من 20 عاماً عليها، ليصلوا في الأخير إلى حل القضيتين. 